# Gerrit van Honthorst

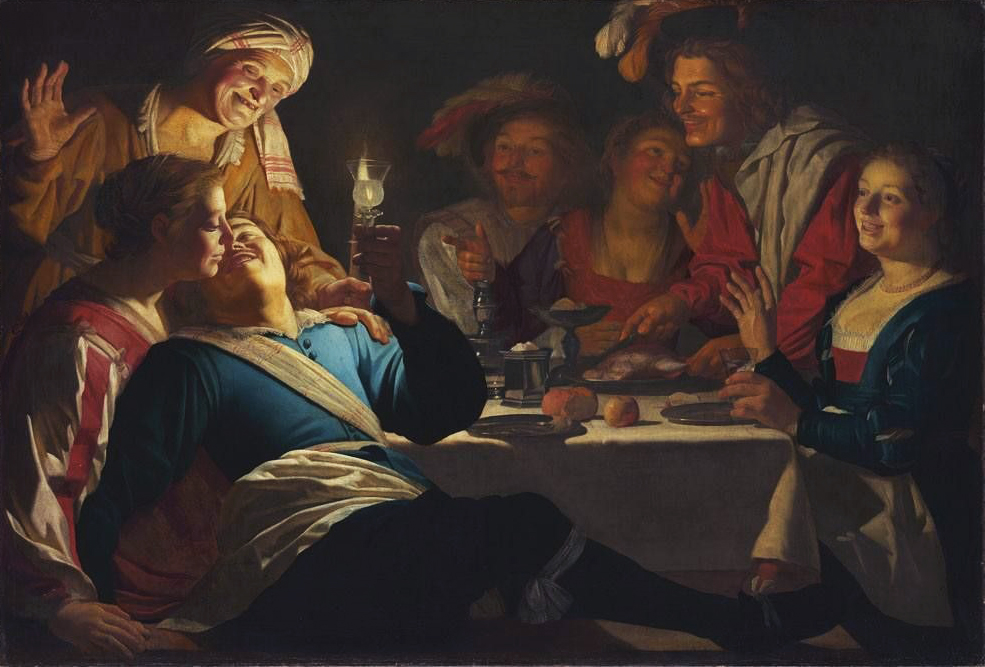
Syn marnotrawny, 1623

Gerrit lub Gerard van Honthorst (ur. 4 listopada 1592 w Utrechcie, zm. 27 kwietnia 1656, tamże) – holenderski malarz i rysownik barokowy.

## Życiorys
Uczeń Abrahama Bloemaerta. Przez ok. 10 lat przebywał we Włoszech, gdzie znalazł się pod wpływem twórczości Caravaggia. Malował obrazy o tematyce mitologicznej i religijnej. Perfekcyjnie stosował efekty świetlne, szczególnie przy użyciu niewidocznego źródła światła, z upodobaniem malował nokturny, czyli sceny nocne, które umożliwiały mu stosowanie zaawansowanych technik z użyciem kontrastów światłocieniowych. Dzięki temu uzyskał przydomek Gherardo della Notte.
W 1622 powrócił do Holandii i wkrótce radykalnie zmienił styl, rozjaśnił paletę i zajął się głównie portretem. Malował też muzyków w czasie koncertów i życie artystów. Pracował m.in. na dworach króla Danii Chrystiana IV Oldenburga i króla Anglii Karola I Stuarta. W latach 1637–1652 przebywał w Hadze, gdzie był nadwornym malarzem książąt Orańskich i malował portrety członków rodu panującego. Zmarł w Utrechcie w 1656.

## Obrazy
- Chrystus przed Kajfaszem, ok. 1618, płótno, 272 x 183, National Gallery, Londyn
- Sąd Midasa - lata 20. XVII wieku, Muzeum Narodowe w Lublinie
- Pokłon pasterzy -  1621, Florencja,
- Syn marnotrawny -  1623, 125 × 157 cm, Stara Pinakoteka, Monachium
- Stręczycielka -  1625, 71 cm × 104 cm, Centraal Museum, Utrecht
- Portret Fryderyka V -  1634, Kurpfälzisches Museum, Heidelberg
- Chrystus przy kolumnie - lata 40. XVII wieku, 108 × 80 cm, Muzeum Narodowe w Warszawie
- Portret Fryderyka Wilhelma I i Luizy Orańskiej -  około 1647 (1645-1655), 220 × 181 cm, Mauritshuis, Haga
- Portret damy (Louise Henriëtte van Nassau?) -  1649, 84 × 64 cm, Zamek Królewski w Warszawie
- Portret Fryderyka Henryka Orańskiego -  1650, 125 × 102 cm, Huygensmuseum Hofwijck
- Margareta Maria de Roodere z rodzicami -  1652

- Chrystus wśród doktorów -  Antwerpia,
- Śmierć Seneki - Ultrecht,
- Śpiewaczka uliczna - Haarlem,
- Wesoły muzyk - Amsterdam,

## Galeria

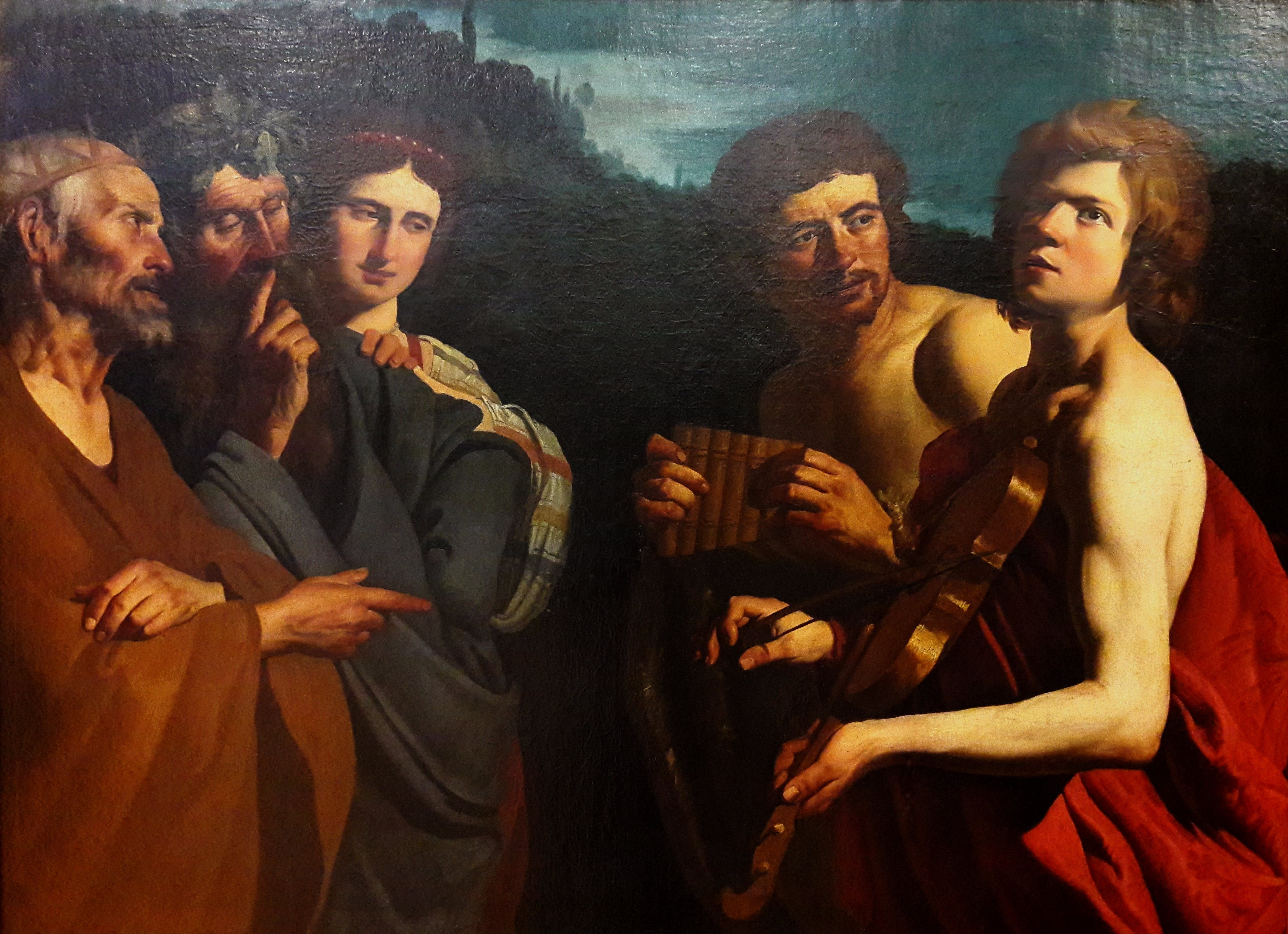
Sąd Midasa, lata 20. XVII wieku
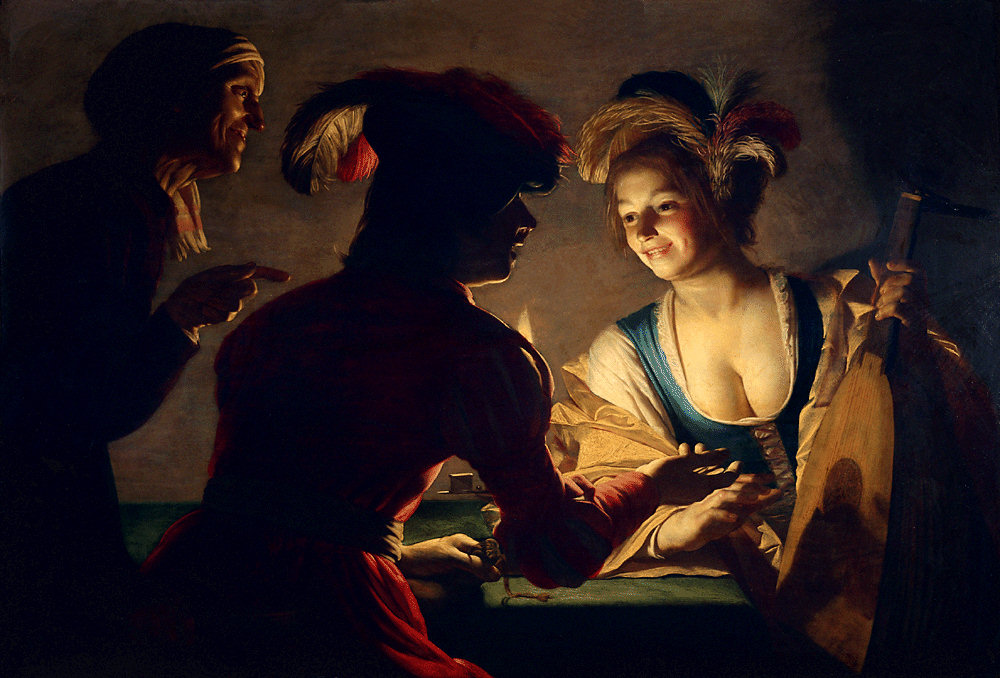
Stręczycielka, 1625
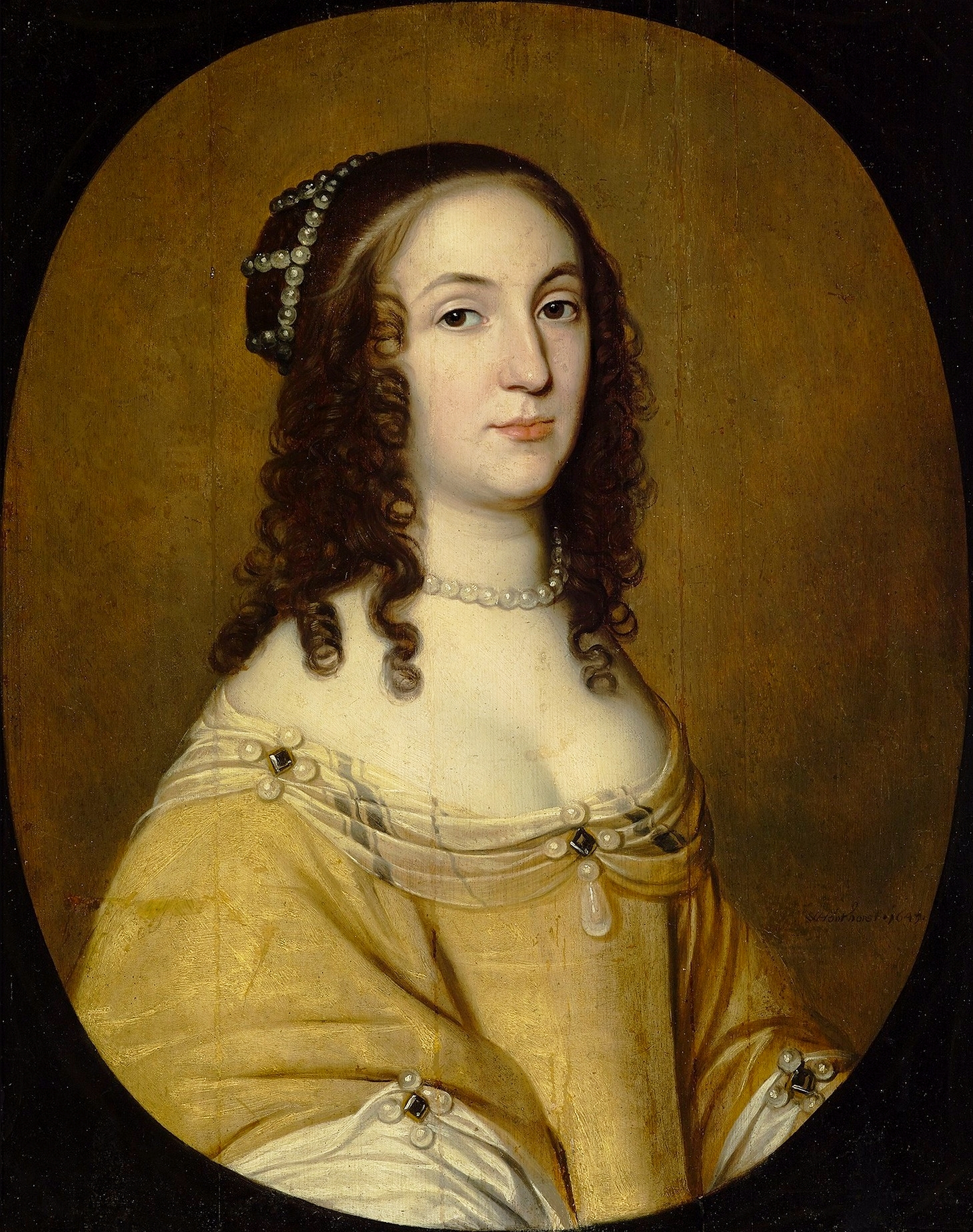
Portret damy (Louise Henriëtte van Nassau?), 1649